# 이석래
이석래(李錫來, 1957년 2월 12일~)는 대한민국의 정치인이다. 제38대 강원도 평창군수(2010~2014)이다. 강원도 평창군 출생이다.

## 학력
- 진부국민학교 졸업
- 진부중학교 졸업
- 진부고등학교 졸업
- 강원대학교 전자상경제학 학사 졸업

## 경력
- 1999.07~2003.07 제7대 강원도 평창·영월·정선축산업협동조합 조합장
- 2000.07~2004.06 농협중앙회 이사
- 2003.07~2007.07 제8대 강원도 평창·영월·정선축산업협동조합 조합장
- 2005.07~2006.07 농협유통 이사
- 2005.07~2006.07 한국마사회 비상임이사
- 2007.07~2010.08 제9대 강원도 평창·영월·정선축산업협동조합 조합장
- 2010.07~2014.06 제38대 강원도 평창군수
- 2014년 소치 동계 올림픽 폐막식에서 2018년 동계 올림픽 개최 도시인 대한민국 평창 대표 자격으로 참석하기 위하여 러시아 소치에 위치한 피시트 올림픽 스타디움 방문

## 역대 선거 결과
|  | 43.13% |

|  | 40.76% |

|  | 45.66% |